# Vírus de macro
Na terminologia da computação, um vírus de macro ou macro-vírus é um vírus de computador que é escrito em uma linguagem de macro, isto é, uma linguagem construída em um software aplicativo como um processador de textos. Uma vez que alguns aplicativos (notavelmente, mas não exclusivamente, as partes do Microsoft Office) permitem que programas macro sejam embutidos em documentos, desta forma os programas podem ser executados automaticamente quando o documento for aberto, o que fornece um mecanismo distinto pelo qual os vírus podem se espalhar. Este é o motivo que pode ser perigoso abrir anexos não esperados em e-mails. Softwares de antivírus modernos detectam vírus de macro bem como outros tipos.

## Fundamentos
Uma macro é uma série de comandos e ações que ajudam a automatizar algumas tarefas - efetivamente um programa, mas geralmente muito curto e simples. Apesar de serem criados, eles precisam ser executados por algum sistema que interpreta os comandos armazenados. Alguns sistemas de macro são programas autossuficientes, mas outros são embutidos em aplicações complexas (por exemplo processadores de texto) para permitirem aos usuários repetir sequências de comandos com facilidade, ou para permitir que desenvolvedores adaptem o aplicativo às necessidades locais. A etapa que tem feito algumas aplicações suscetíveis a vírus de macro foi permitir macros de serem armazenadas nos próprios documentos que estão sendo editados ou processados pelo aplicativo. Isto faz com que seja possível para um documento transportar uma macro, não óbvia para o usuário, que será executada automaticamente na abertura do documento.

## Operação
Um vírus de macro pode ser espalhado através de anexos de e-mail, discos, redes, modems e Internet e é notoriamente difícil de detectar. Documentos não infectados contêm macros normais. A maioria das macros maliciosas iniciam automaticamente quando um documento é aberto ou fechado. Uma maneira comum de um vírus de macro infectar um computador é substituindo macros normais pelo vírus. O vírus de macro substitui os comandos regulares com o mesmo nome e é executado quando o comando é selecionado. Nos casos em que a macro é executada automaticamente, a macro é aberta sem o usuário saber.
Uma vez que o aplicativo abre um arquivo que contém um vírus de macro, o vírus pode infectar o sistema. Quando acionado, ele vai começar a inserir-se em outros documentos e modelos, bem como futuras documentos criados. Ele pode corromper outras partes do sistema, bem como, dependendo de quais recursos uma macro nesta aplicação pode obter acesso. Como os documentos infectados são compartilhados com outros usuários e sistemas, o vírus vai se espalhando. O vírus de macro também tem sido conhecido por ser usado como uma forma de instalar software em um sistema sem o consentimento dos usuários, pois ele pode ser usado para procurar páginas web e softwares na internet, ir até o download e instalar o software através do uso de automatização de teclas pressionadas automatizados etc. No entanto, isso é incomum, pois geralmente é infrutífero para o codificador do vírus, uma vez que o software instalado é geralmente observado e desinstalado pelo usuário.
Um exemplo bem conhecido de um vírus de macro é o vírus Melissa de 1999. Qualquer pessoa que abria um documento com o vírus no Microsoft Office iria "pegar" o vírus. O vírus então se enviava por e-mail para as primeiras 50 pessoas no catálogo de endereços da pessoa. Isso fez com que a replicação do vírus ocorresse em um ritmo rápido.
Uma vez que um vírus de macro depende da aplicação e não do sistema operacional, ele pode infectar um computador com qualquer sistema operacional para o qual a aplicação alvo foi portada. Em particular, uma vez que o Microsoft Word está disponível em computadores Macintosh, vírus de macro do Word podem atacar estes computadores, bem como as plataformas Windows.

## Vírus de macro comuns
- Melissa (vírus de computador)